# الركاب (فلم 2016)
الركاب (بالإنجليزية: Passengers) هو فيلم خيال علمي رومانسي أمريكي إنتاج 2016، الفيلم من إخراج مورتن تيلدم وتأليف جون سبيهتس. نجوم الفيلم جنيفر لورانس وكريس برات. الفيلم من إنتاج كولومبيا بيكتشرز. بدأ عرضه في 21 ديسمبر 2016.

## قصة الفيلم
أفالون، مركبة فضائية بينجمية تابعة لشركة هومستيد، متجهة إلى كوكب هومستيد 2 لتأسيس مستعمرة فضائية هناك لأن الأرض أصبحت مكتظة. تستغرق الرحلة 120 عامًا. على متن المركبة خمسة آلاف راكب و 258 من أفراد الطاقم، وضعوا جميعا في نظام سبات في كبسولات فردية. بعد 30 عامًا، تعبر أفالون حقل كويكبات، أحدها كان كبيرًا جدًا بالنسبة لمقاومة حقل الطاقة لدرع السفينة، وتسبب في أضرار عدة للمركبة أحدها في إحدى كبسولات السبات، وتطلق عملية إيقاظ راكبها، جيم بريستون (كريس برات)، مهندس ميكاترونيك.
اعتقد جيم في البداية أنه وصل إلى وجهته، لكنه سرعان ما أدرك أنه الراكب الوحيد الذي استيقظ، ولم يتبق له أربعة أشهر من السفر (كما تمت برمجته لإيقاظ الركاب، للاستفادة من رفاهية أفالون ومناظر الفضاء)، ولكن في الواقع بقي 90 عامًا للوصول إلى وجهته. حاول جيم إرسال تحذير الأرض لإنقاذه مع السفينة، لكنه يكتشف أن الإجابة لن تأتي إلا بعد 55 عامًا. حاول بكل الوسائل إعادة تنشيط كبسولته للعودة إلى السبات، لكن بلا طائل. اعتاد صحبة آرثر (مايكل شين)، النادل الآلي الذي يعمل بنظام أندرويد، والذي يمكنه أن ينصحه فقط بالاستمتاع برفاهية السفينة. فشل جيم في إيجاد حل لعودته للسبات، فانغمس قليلا في الرفاهية التي تقدمها أفالون، عله ينسى مشكلته قليلا، لأنه لم يكن لديه سوى وصول محدود جدًا إلى مكونات السفينة، سرعان ما يتعب ويغرق في معاقرة الخمر والاكتئاب.
بعد أزيد من عام من الوحدة، اكتشف بذلتي فضاء تسمحان له بأداء سباحة آمنة وسط الفضاء مشدودا بحبل آمان. فكر جيم في شساعة الكون الذي ضاع بضآلته فيه للحظات، وحين عودته، فكر في الانتحار بإلقاء نفسه في الفضاء بلا حماية البذلة، لكنه يتراجع في آخر لحظة نادما. عاد إلى حجرة السبات، رأى الشابة أورورا لين (جينفر لورانس)، قرأ جميع البيانات المتعلقة بالفتاة، إنها صحفية وروائية، حسناء، مرحة تملك روح دعابة، تملكت خلده حتى وقع في حبها.
ثم يهتدي جيم خبير الإصلاحات إلى فكرة لإيقاظ الشابة من أجل الهروب من وحدته. ما يعنيه هذا بالنسبة لها من سلب لحريتها وإرادتها يثنيه عن ذلك، فينفتح على آرثر ويصاوحه بذلك. ومع ذلك، يستسلم جيم للإغراء ويعبث بكبسولة أورورا، ثم يتوارى عنها لحظة استيقاظها أو بالأحرى إيقاظها. وجدها لاحقًا مستيقظة وأخبرها أنه مستيقظ مثلها وحيدا أزيد من عام. بعد اقتناعها بأن الحظ السيئ أيقظها، تتفاعل أورورا في البداية مثل جيم: فتشعر بالذعر وترفض تصديق مصيرها هذا، وتحاول عبثا العديد من المحاولات والخيارات التي جربها جيم قبلا بلا جدوى. ثم تستسلم أورورا لمصيرها وتبدأ في تسجيل ملاحظاتها للأجيال القادمة. يواصل جيم وأورورا حياتهما على متن أفالون. ذات يوم، قرر جيم دعوة أورورا في موعد غرامي. قبلت، وبعد السير في الفضاء، وقع الشابان في الحب. يبدو أنهم في طريقهما إلى قصة حب مثالية على متن أفالون إلى أن كشف آرثر بشكل غير مباشر لأورورا أن جيم أيقظها. يعترف جيم بخطإه وتتهرب منه أورورا مرعوبة. تدفعها كراهيتها له إلى مهاجمته جسديًا، لدرجة الرغبة في قتله، لكنها لم تفعل. يحاول جيم شرح أسباب إقدامه على فعلته، لكن أورورا ترفض الاستماع، وترد بغضب أنه «سرق حياتها» منها.
تعرضت السفينة لمزيد من الأعطال، من بينها تنشيط كبسولة ركاب أخرى فيتم إيقاظ شخص ثالث. إنه مشرف الورديات جوس مانكوسو (لورانس فيشبورن)، الذي يخوله منصبه دخول غرفة قيادة أفالون. بدأ الثلاثة في البحث عن سبب كل تلك الأعطال. أدرك جوس بسرعة أن تنشيط كبسولة أورورا لم يتم خطأ، وأن جيم هو أيقظ أورورا. وأن تنشيط كبسولتيهما كان عن طريق الخطأ. يدرك جوس أن الفشل الأول للنظام، أدى إلى تحمل مقدمة السفينة عبئا أكبر من اللازم، الأمر الذي أدي إلى مزيد من الأعطال. يتعلق الأمر بإيجاد المشكلة يدويًا وبسرعة. تدهور صحة جوس، يفاقم الأمر، ظن في البداية أنها اضطرابات ما بعد السبات، لكن كشفت فحوصاته الطبية أن حالته أخطر من ذلك وأنه في مرحلة احتضار، دون علاج ممكن. في نزعه الأخير، طلب من جيم وأورورا الاعتناء ببعضهما البعض، وانقاذ السفينة ومنحهما سوار الوصول قبل الموت. تفسح كل الأنظمة مجال الوصول إليها واحدًا تلو الآخر. تعاون كل من جيم وأورورا للعثور على أصل المشكلة. اكتشفا أن السفينة ارتطمت بشيء ما، أحدث فيها ثقوبا وعطَّل نظام تبريد مفاعل الطاقة النووية، مما أدى إلى ارتفاع درجة حرارة المحرك. مع فشل نظام التطهير، وجب على جيم أن يقوم بمناورة في الفضاء لفتح المصراع يدويًا. لا خيار أمام أورورا سوى المضي قدمًا في عملية التطهير، وتعريض جيم (الذي ما زالت تحبه) لموجة حرارة شديدة. نجا جيم لكنه وجد نفسه في فراغ الفضاء، وقد انقطع حبل نجاته وثقب ببذلته. ينازع جيم، حتى أنه ودع أورورا، لكنها ترفض أن تتركه وهو يموت، فخرجت بدورها لإعادته إلى السفينة. استخدمت كبسولة المستوصف في اللحظة الأخيرة ونجحت في إنعاشه.
وطدت مغامرتهما العلاقة فيما بينهما، ثم اكتشف جيم لاحقًا، أنه من الممكن العودة إلى السبات بفضل الكبسولة الطبية. لكنها تسع شخصا واحدا فقط. للتكفير عن خطإه، يعرض جيم على أورورا أن تعود إلى السبات حتى تتمكن من عيش حياتها في هومستيد 2، الشيء الذي رفضته أورورا. جيم في الحانة مع آرثر الذي تم إصلاحه، تنضم إليه أورورا التي قررت أن تعيش وتموت معه على متن السفينة.
بعد 88 عامًا، استيقظ طاقم أفالون، بالقرب من الكوكب الجديد، واكتشفوا، مندهشين، القاعة الكبيرة المغطاة بالنباتات، كان جيم قد زرع شجرة هناك لأورورا، فزرعا حديقة للركاب، وهم يسمعون رسالة من أورورا تقرأ لهم من كتابها وتصف لهم ما حدث في حياتها على ظهر السفينة مع جيم.

## طالع كذلك
- خيال علمي
- استعمار الفضاء

## روابط خارجية
- مقالات تستعمل روابط فنية بلا صلة مع ويكي بيانات
- الموقع الرسمي للفيلم (إنجليزي):